# 248839 Mazeikiai
248839 Mazeikiai este o planetă minoră (asteroid) din centura de asteroizi. A fost descoperită pe 25 septembrie 2006 la Molėtai⁠(d) de Kazimieras Černis⁠(d). 
Obiectul prezintă o orbită caracterizată de o semiaxă mare de 2,6845814155713 UAi, o excentricitate de 0,17, o înclinație de 11,7 ° în raport cu ecliptica.